# Gaahls Wyrd
Gaahls Wyrd – norweska grupa wykonująca black metal, założona w 2015 roku przez Gaahla - byłego wokalistę Gorgoroth i God Seed.

## Dyskografia
Albumy

- Bergen Nov 15 (2017)
- GastiR - Ghosts Invited (2019)

## Muzycy

### Obecny skład zespołu
- Gaahl (Kristian Espedal) – śpiew (od 2015)
- Lust Kilman (Ole Walaunet) – gitara (od 2015)
- Eld (Frode Kilvik) – gitara basowa (od 2015)
- Spektre (Kevin Kvåle) – perkusja (od 2017)

### Muzycy koncertowi
- Ole Hartvigsen – gitara (od 2018)
- Blasphemer – gitara (od 2019)

### Byli członkowie zespołu
- Baard Kolstad – perkusja (2015–2017)
- Sir (Stian Kårstad) – gitara (2015–2018)